# المياة المفتوحة
المياه المفتوحة (بالإنجليزية: Open Water) هو فيلم إثارة رعب بقاء أمريكي من إخراج كريس كينتس وبطولة بلانشارد ريان ودانيال ترافيس، صدر الفيلم في 6 أغسطس 2004.

## نبذه
يسافر زوجان شابان لقضاء عطلة على شواطئ الكاريبي، للتمتع بالشمس والبحر والغوص بالقرب من الشعاب المرجانية، وبسبب خطأ في عدد أفراد الفوج ترحل المركب التي حملتهم للغطس على بعد أميال من الشاطئ وتتركهم وسط المياه، مواجهين ساعات مرعبة من الغرق والشمس الحارقة وهجمات أسماك القرش.

## روابط خارجية
- الموقع الرسمي
- المياة المفتوحة على موقع IMDb (الإنجليزية)
- المياة المفتوحة على موقع ميتاكريتيك (الإنجليزية)
- المياة المفتوحة على موقع روتن توميتوز (الإنجليزية)
- المياة المفتوحة على موقع نتفليكس (الإنجليزية)
- المياة المفتوحة على موقع قاعدة بيانات الأفلام العربية
- المياة المفتوحة على موقع ألو سيني (الفرنسية)
- المياة المفتوحة على موقع Turner Classic Movies (الإنجليزية)
- المياة المفتوحة على موقع أول موفي (الإنجليزية)
- المياة المفتوحة على موقع بوكس أوفيس موجو (الإنجليزية)
- المياة المفتوحة على موقع فيلمافينيتي (الإسبانية)